# Сиви вълци
„Сиви вълци“ (на турски: Bozkurtlar), официално самоназвание Идеалисти (Ülkücülük), е младежката организация на крайно дясната националистическа „Партия на националното движение“ (на турски: Milliyetçi Hareket Partisi, MHP) в Турция.
Създадена е през 1961 г. от Алпарслан Тюркеш (Alparslan Türkeş). Тя е тясно свързана с пантюркизма. Сред нейните лидери е Абдуллах Чатлъ – осъждан за наркотрафик в Швейцария и Франция, уличен и обявяващ се за организатор на политически убийства, близък до забранените в 1990 г. от Европейския парламент „Гладио“, турската разузнавателна служба МИТ и организираната престъпност. Групировката се свързва с множество терористични актове, включително с извършените от Мехмет Али Агджа убийство на журналиста Абди Ипекчи, редактор на вестник „Миллиет“ и атентат в Рим срещу папа Йоан Павел II.

## Цели
Основна цел на Сивите вълци е изграждането на единна нация от Централна Азия до Китай. Тя трябва да обедини всички тюркски народи (виж Пантюркизъм). Център на това обединение трябва да е силна, независима и самоуверена Турция, около която да се обединят останалите тюркски народи. Сивите вълци не правят и разлика между етнонимите тюрки и турци.

## Врагове
Сивите вълци виждат основните си врагове в Кюрдската работническа партия (известна като ПКК), евреите, комунистите, гърците, арменците, персите, Ватикана, САЩ, Русия и Европейския съюз.

## Дейност
Терористичти актове, за които поемат отговорност:
- 10 март 1978 г.: хвърлят бомби срещу входа на Истанбулския университет. Убити са 6, ранени са 50 души.
- 1979 г.: избиват 500 алевии в гр. Кахраманмараш (Мараш), Югоизточна Турция.
- 2 юли 1993 г.: залостват и запалват хотел с алевити в гр. Сивас, Турция. Загиват 37 души.

През 1985 г. в Рим Чатлъ, лидер на „Сивите вълци“, заявява пред медиите, че му са били предложени 3 милиона западногермански марки от западногерманското разузнаване, за да обвини българското и съветското разузнаване за извършения от члена на организацията Али Агджа атентат срещу Йоан Павел II. Покойният вече папа официално се извинява на България за лъжата, че България е намесена в опита за покушение срещу него.